# Хроническая сердечная недостаточность
Хроническая сердечная недостаточность — клинический синдром при некоторых заболеваниях, сопровождающееся характерными симптомами (одышка, снижение физической активности, утомляемость, отеки и др.), связанными с неадекватной перфузией органов и тканей в покое или при нагрузке, сопровождающееся с задержкой жидкости в организме и накоплением её в мягких тканях.
Из-за повреждения миокарда и дисбаланса вазоконстрикторных и вазодилатирующих систем способность сердца к наполнению и опорожнению ухудшается. Это и является первопричиной ХСН.

## Эпидемиология ХСН в России
Согласно проведенному исследованию ЭПОХА, распространенность ХСН любого функционального класса в европейской части РФ составляет 7 % и ХСН III—IV функционального класса — 2,1 %. С 1998 года по 2018 год число больных с ХСН достоверно выросло от 4,9 % до 10,2 %, а с ХСН III—IV функционального класса — от 1,2 % до 4,1 %.
Общая смертность больных любого ХСН составляет 6 % в год. Фактически в РФ за одну минуту погибает один пациент с сердечной недостаточностью. Пациенты с I и II ФК имеют такой же риск смерти как больные с III и IV ФК, что связано с тем, что СН является нестабильным состоянием.
Практически половина (45 %) пациентов с ХСН погибает от внезапной сердечной смерти, смерть от инфаркта или инсульта встречается значительно реже (менее 2 %).
Госпитальная летальность при острой декомпенсации сердечной недостаточности составляет 6,8 %. Повторная госпитализация по поводу декомпенсации, отсутствие в терапии блокаторов РААС или бета-блокаторов увеличивают риск смерти, что еще раз подтверждает важность регулярного приема назначенных врачом лекарственных препаратов.
Отличительной особенностью пациента с СН является коморбидность, так у 60 % наблюдается ИБС, у 36 % — фибрилляция предсердий, у 34 % — сахарный диабет 2-го типа, у 36 % — хроническая болезнь почек, у 43 % — инфаркт миокарда в анамнезе.

## Причины возникновения ХСН
К основным причинам развития ХСН в РФ относятся: артериальная гипертензия (95,5 %), ишемическая болезнь сердца (69,7 %), перенесенный инфаркт миокарда (15,3 %), сахарный диабет (15,9 %). Комбинация ишемической болезни сердца и артериальной гипертензии встречается у большинства больных ХСН. ХОБЛ (хроническая обструктивная болезнь легких) составляет 13 % от всех причин развития ХСН, хроническая и пароксизмальная фибрилляция предсердий — 12,8 %, перенесенное острое нарушение мозгового кровообращения — 10,3 %.
К наиболее редким причинам развития ХСН относятся: перенесенные миокардиты (3,6 %), кардиомиопатии, токсические (в том числе ятрогенные) поражения миокарда различной этиологии анемии (12,3 %).

## Классификация ХСН
- По ФВЛЖ (фракция выброса левого желудочка):
  - С низкой фракцией выброса (менее 40 %);
  - С умеренно низкой фракцией выброса (от 40 % до 49 %);
  - С сохраненной фракцией выброса (50 % и более)[1].

Состояние, при котором ФВЛЖ составляет менее 50 %, определяется как систолическая дисфункция, если ФВЛЖ составляет более 50 %, то это диастолическая дисфункция
| Стадия ХСН | Клинические проявления | Функциональный класс ХСН | Клинические проявления | Пример формулировки диагноза |
| ---------- | --- | ------------------------ | --- | --- |
| ХСН I      | Начальная стадия заболевания (поражения) сердца. Гемодинамика не нарушена. Скрытая сердечная недостаточность. Бессимптомная дисфункция ЛЖ                                                                                     | ФК I                     | Ограничения физической активности отсутствуют: привычная физическая активность не сопровождается быстрой утомляемостью, появлением одышки или сердцебиения. Повышенную нагрузку пациент переносит, но она может сопровождаться одышкой и/или замедленным восстановлением сил | Осн.: Гипертоническая болезнь II стадии, 2 степени, риск ССО 3 (высокий) Осл.: ХСН I ФК I (NYHA) |
| ХСН IIA    | Клинически выраженная стадия заболевания (поражения) сердца. Нарушения гемодинамики в одном из кругов кровообращения, выраженные умеренно. Адаптивное ремоделирование сердца и сосудов                                        | ФК II                    | Незначительное ограничение физической активности: в покое симптомы отсутствуют, привычная физическая активность сопровождается утомляемостью, одышкой или сердцебиением | Осн.: ИБС: Аритмический варант. Постоянная форма фибрилляции предсердий, тахисистолический вариант. Осл.: ХСН IIA ФК II (NYHA) (Периферические отеки) |
| ХСН IIБ    | Тяжелая стадия заболевания (поражения) сердца. Выраженные изменения гемодинамики в обоих кругах кровообращения. Дезадаптивное ремоделирование сердца и сосудов                                                                | ФК III                   | Заметное ограничение физической активности: в покое симптомы отсутствуют, физическая активность меньшей интенсивности по сравнению с привычными нагрузками сопровождается появлением симптомов                                                                               | Осн.: ИБС: Стенокардия напряжения ФК II. Кардиосклероз постинфарктный (ОИМ — апреля 2022 г., февраль 2023 г.). КАГ со стентированием от апреля 2022 г. Постоянная форма фибрилляции предсердий, тахисистолический вариант. Осл.: ХСН IIБ ФК III (NYHA) (Периферические отеки, правосторонний гидроторакс, асцит) |
| ХСН III    | Конечная стадия поражения сердца. Выраженные изменения гемодинамики и тяжелые (необратимые) структурные изменения органов-мишеней (сердца, легких, сосудов, головного мозга, почек). Финальная стадия ремоделирования органов | ФК IV                    | Невозможность выполнить какую-либо физическую нагрузку без появления дискомфорта; симптомы СН присутствуют в покое и усиливаются при минимальной физической активности | Осн.: 1) ИБС: Стенокардия напряжения ФК IV. Кардиосклероз постинфарктный (ОИМ — 2010 г., 2013 г., 2017 г., 2022 г., 2023 г.). Постоянная форма фибрилляции предсердий, тахисистолический вариант. Полная блокада ЛНПГ, неполная блокада ПНПГ. Недостаточность митрального и трикуспидального клапанов III степени. Недостаточность аортального и клапана легочной артерии II степени. 2) Гипертоническая болезнь III стадии, 3 степени, риск ССО 4 (очень высокий) Осл.: ХСН III ФК IV (NYHA) (Периферические отеки, двухсторонний гидроторакс, приступы сердечной астмы, асцит) Соп.: Сахарный диабет 2 тип |

## Симптомы ХСН
Типичные симптомы и признаки ХСН: одышка, слабость, повышенная утомляемость, сердцебиение, ортопноэ, отеки, асцит.
Специфические признаки ХСН: набухание шейных вен, гепатоюгулярный рефлюкс, третий тон сердца (ритм галопа), смещение верхушечного толчка влево.
Анализ обращений больных с симптомами ХСН показал, что в 63 % случаев пациенты обращаются за помощью лишь тогда, когда ухудшение становится клинически значимым и требует госпитализации и стационарного лечения. Проявления начальных стадий ХСН, особенно у больных с АГ и ИБС, недооцениваются.

## Диагностика ХСН

### Лабораторная диагностика
Биохимический анализ крови (содержание натрия, калия, кальция, мочевины, печеночных ферментов и билирубина, ферритина, расчет общей железосвязывающей емкости крови, расчет скорости клубочковой фильтрации по содержанию креатинина в крови по формуле CKD-EPI), соотношения альбумин/креатинин в моче, оценка функции щитовидной железы.
Для исключения альтернативной причины одышки назначается исследование содержания в крови натрийуретических гормонов (BNP и NT-proBNP). Диагностически значимыми являются уровень BNP более 35 пг/мл, уровень NT-proBNP — более 125 пг/мл.

### Инструментальная диагностика
Электрокардиограмма (ЭКГ) рекомендована для определения ритма сердца, частоты сердечных сокращений, ширины и формы комплекса QRS и для выявления других нарушений. Нормальная ЭКГ практически исключает наличие систолической СН. ЭКГ с физической нагрузкой (кардиопульмональное нагрузочное тестирование, КПНТ) позволяют оценить, с чем связана одышка и утомляемость, — с патологией сердца или легких.
Трансторакальная эхокардиография (эхоКГ) рекомендована для выявления ишемии миокарда, оценки структуры, систолической и диастолической функции миокарда, для выявления и оценки клапанной патологии.
В случае неоднозначных данных эхоКГ или для получения более точной оценки ишемии миокарда применяют магнитно-резонансную томографию (МРТ), однофотонную эмиссионную компьютерную томографию (ОФЭКТ) и позитронно-эмиссионную томографию (ПЭТ).
Коронарная ангиография и компьютерная томография сердца рекомендованы для оценки поражения коронарных артерий.
Рентгенография грудной клетки позволяет выявить/исключить некоторые виды заболеваний легких (например, рак), застой/отек легких и более полезна у больных с предполагаемой острой СН.

## Лечение ХСН
Цели лечения ХСН: предотвращение развития ХСН (при I функциональном классе), уменьшение симптомов, повышение качества жизни, торможение и обратное развитие ремоделирования органов-мишеней, уменьшение количества госпитализаций, снижение смертности.

### Немедикаментозное лечение

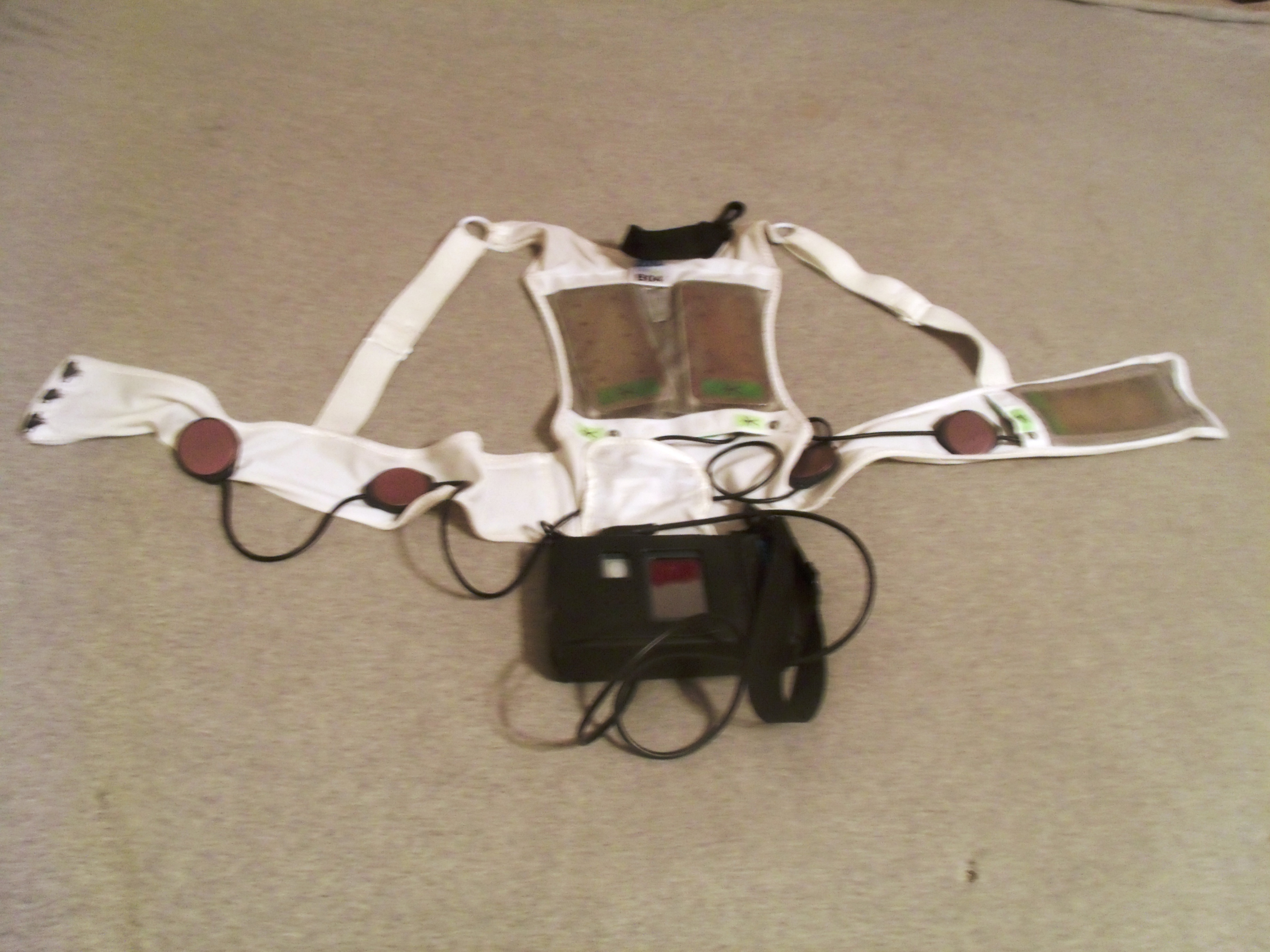
Носимый кардиовертер-дефибриллятор предупреждает внезапную смерть при хсн

1. Ограничение потребления соли. При ХСН I функционального класса следует не употреблять соленую пищу (натрий до 3 г/сут, что соответствует 7,5 г соли), при II функциональном классе — не подсаливать пищу (натрий 1,5—2 г/сут, что соответствует 4—5 г соли), III—IV функциональные классы — использовать продукты с пониженным содержанием соли и готовить блюда без соли (натрий — 1 г/сут, что соответствует < 3 г соли). В период активной диуретической терапии ограничение натрия и соли умеренное (натрий < 3 г/сут, соль < 7 г/сут) — после достижения компенсации согласно функциональному классу ХСН.
2. Ограничение потребления жидкости. В обычных ситуациях объем жидкости должен составлять менее 2 л/сут (минимальный объем — 1,5 л/сут).
3. Контроль массы тела. Прирост веса более 2 кг за 1—3 дня вероятнее всего свидетельствует о задержке жидкости в организме и риске развития декомпенсации. Наличие ожирения или избыточного веса ухудшает прогноз больного ХСН, и во всех случаях индекс массы тела более 25 требует специальных мер и ограничения калорийности питания. Прогрессирующее уменьшение массы тела (при исходном индексе массы тела менее 19), обусловленное потерей жировой и мышечной массы, называется сердечной кахексией. В лечении таких больных необходимо сочетание медикаментозной коррекции нейрогормональных расстройств, блокады цитокинов и нутритивной поддержки[1].
4. Физическая активность. Физическая реабилитация показана всем пациентам с ХСН I—IV ФК. Ограничивающим фактором является наличие внутривенной терапии. Физические нагрузки способствуют восстановлению структуры и функции скелетной мускулатуры, отмечается, что при наличии физической активности пациенты лучше реагируют на проводимую терапию. Наличие программы физической активности является стандартом при СН[8]
5. Носимый кардиовертер-дефибриллятор — прибор, предупреждающий внезапную смерть при ХСН.

### Хирургическое лечение
1. Имплантация кардиовертер-дефибриллятора (ИКД).[9][10][11]
2. Имплантация трехкамерного электрокардиостимулятора с функцией кардиовертера-дефибриллятора
3. Пересадка сердца
4. Имплантация модулятора сердечной сократимости (Модуляция сердечной сократимости)[12]
5. искусственный желудочек сердца.
6. Хирургическая коррекция клапанной патологии, проведение ангиопластики поражённых артерий сердца (стентирование).
7. Аортокоронарное шунтирование

### Медикаментозное лечение
В группу препаратов патогенетической терапии (терапии, которая влияет не только на симптомы, но и причины заболевания), доказавших способность к улучшению прогноза именно при ХСН, входят следующие классы: иАПФ, БРА, β-блокаторы, АРНИ, АМКР, иНГЛТ2 и ивабрадин.
1. Ангиотензиновых рецепторов и неприлизина ингибитор (АРНИ) рекомендуются больным с ХСН II—III функциональных классов с фракцией выброса левого желудочка < 40 % без декомпенсации, назначения внутривенно или удвоения дозы пероральных диуретиков и с систолическим артериальным давлением > 100 мм ртутного столба при переносимости иАПФ (или БРА). По мнению российских экспертов, АРНИ может быть рекомендован пациентам с ХСН II—III функциональных классов с фракцией выброса левого желудочка < 35 % в качестве стартовой терапии (вместо иАФП). Перевод данной категории больных на АРНИ производится для дополнительного снижения риска смерти и последующих госпитализаций в связи с ухудшением течения ХСН[1]. Препараты класса АРНИ могут рассматриваться для применения у больных с ХСН II и III функциональных классов с фракцией выброса левого желудочка менее 35 % стабильного течения в качестве стартовой терапии (вместо иАПФ) с целью снижения риска смерти и госпитализаций, связанных с ухудшением течения ХСН. Таким препаратом является надмолекулярный комплекс сакубитрил/валсартан[1][13][5].
2. Ингибиторы АПФ (иАПФ). Применяются у всех больных ХСН I—IV функциональных классов и с фракцией выброса левого желудочка менее 40 % для снижения риска смерти, повторных госпитализаций, улучшения клинического состояния. В России зарегистрировано 11 иАПФ, имеющих в качестве показания ХСН: беназеприл, зофеноприл, каптоприл, квинаприл, лизиноприл, периндоприл, спираприл, рамиприл, фозиноприл, цилазаприл, эналаприл. Максимальную степень доказанности в лечении ХСН всех стадий имеют только «классические» иАПФ — эналаприл и каптоприл. На настоящий момент нет доказательств, что ингибиторы АПФ способны улучшить прогноз больных с сердечной недостаточностью с промежуточной фракцией выброса. Эффективность использования иАПФ может снижаться при ишемической этиологии ХСН, у женщин и при одновременном приеме НПВП[8].
3. Антагонисты рецепторов к АII или блокаторы ангиотензиновых рецепторов I типа (БРА). Данный класс препаратов предназначен для больных ХСН I—IV функциональных классов с фракцией выброса левого желудочка менее 40 % для снижения комбинации риска смерти и госпитализаций по поводу ХСН при непереносимости иАПФ. Второй класс блокаторов РААС — селективные антагонисты рецепторов к АII (АРА) появился после того, как иАПФ стал основным средством лечения. Особенность препаратов этого класса — хорошая переносимость с минимальным количеством побочных эффектов. АРА редко вызывают кашель, поэтому стандартно назначаются для лечения ХСН при непереносимости иАПФ. Не выявлено гендерных различий в эффективности АРА при ХСН. К БРА относятся: валсартан, телмисартан, лозартан, кадесартан[8].
4. β-адреноблокаторы (β-АБ) применяются у всех больных ХСН II—IV функциональных классов и фракций выброса левого желудочка менее 40 % для снижения риска смерти и повторных госпитализаций вместе с иАПФ (БРА) и АМКР (антагонисты минералокортикоидных рецепторов). К ним относятся: бисопролол, атенолол, метопролол. Помимо снижения частоты сердечных сокращений, α-β-АБ карведилол оказывает положительное влияние на показатели релаксации левого желудочка у пациентов с сохраненной фракцией выброса левого желудочка. Рациональным обоснованием применения β-АБ в лечении ХСН является блокада симпатико-адреналовой системы (САС), которая находится в состоянии хронической гиперактивации у больных с СН и определяет плохой прогноз (высокую смертность) этих пациентов. Дисбаланс нейрогуморальных систем является основным патогенетическим механизмом развития ХСН. Доказано, что гиперактивация САС способствует достоверному увеличению риска внезапной смерти и смерти от прогрессирования СН. В настоящее время показано, что β-АБ оказывают блокирующее действие и на некоторые другие нейрогормональные системы, ответственные за прогрессирование ХСН-РААС, эндотелиновую систему и систему цитокинов. Поэтому основная цель применения β-АБ в лечении больных ХСН — улучшение прогноза и снижение смертности. β-АБ оказывают у женщин столь же выраженный эффект по снижению смертности, как и у мужчин[8].
5. Антагонисты минералокортикоидных рецепторов (АМКР) применяются у всех больных ХСН II—IV функциональных классов и фракций выброса левого желудочка менее 40 % для снижения риска смерти, повторных госпитализаций и улучшения клинического состояния вместе с иАПФ (БРА) и β-АБ. Они могут применяться также и у больных с сердечной недостаточностью с пониженной фракцией выброса с целью снижения госпитализаций. К препаратам данной группы относится спиронолактон. Исследования 1990—2000-х годов доказали, что негативная роль гиперальдостеронизма при ХСН связана с задержкой жидкости и электролитным дисбалансом, с развитием фиброза миокарда, прогрессирующим ухудшением функции сердца, риском жизнеугрожающих аритмий и провоцированием коронарной недостаточности. Поскольку достигнуть эффективной блокады синтеза альдостерона с помощью комбинации иАПФ с β-АБ оказалось невозможным, была сделана попытка длительного применения малых доз АМКР в продолжительном лечении ХСН в качестве третьего нейрогормонального модулятора. Данная стратегия продемонстрировала положительные результаты и стала базовой концепцией лечения ХСН[8].
6. Ивабрадин добавляется к основной терапии (в том числе к β-АБ) при не достижении частоты сердечных сокращений 70 уд/мин с целью снижения риска смерти и повторных госпитализаций[1].
7. Ингибиторы SGLT2 (эмпаглифлозин) — показал снижении сердечно-сосудистой смертности на 38 % и госпитализаций по причине СН на 35 %, также снижал риск развития нефропатии на 39 %. Другие препараты: сотаглифлозин[англ.].

Поскольку основные симптомы сердечной недостаточности (отеки, одышка) связаны с задержкой жидкости в организме при ведении пациентов используются диуретики. Данный класс препаратов не относится к основным препаратам и применяется для улучшения клинической симптоматики. После устранения признаков застоя жидкости диуретики назначаются в минимальных дозах, обеспечивающих сбалансированный диурез.
Лечение пациентов с сердечной недостаточностью с промежуточной фракцией выброса должно проводиться как для пациентов с сердечной недостаточностью со сниженной фракцией выброса до появления отдельных клинических исследований для сердечной недостаточности с промежуточной фракцией выброса.

### Обучение больных
Целью обучения является помощь больным в получении необходимой информации о заболевании, приобретении навыков самоконтроля, касающихся рекомендаций по диете, физической активности, строгого соблюдения режима медикаментозной терапии, наблюдения за симптомами сердечной недостаточности с целью своевременного обращения за медицинской помощью в случае их усиления.
Высокая приверженность пациентов к терапии совместно с немедикаментозными методами терапии обеспечивают полноценный контроль заболевания, наиболее эффективное улучшение прогноза и качества жизни.